# Schöne Scheine
Schöne Scheine (englischer Titel: Making Money) ist ein Fantasyroman von Terry Pratchett. Es ist der sechsunddreißigste Scheibenwelt-Roman. Schöne Scheine wurde 2007 publiziert und gewann 2008 sowohl den Locus Award wie auch den Nebula Award für den besten Fantasyroman. Ort der Handlung ist Ankh-Morpork. Schöne Scheine ist nach Ab die Post der zweite Roman mit Feucht von Lipwig als handlungstragendem Protagonisten. Der Ex-Betrüger soll das Bankwesen der Stadt neu ordnen. Eine Herkulesaufgabe, wie sich herausstellt.
Schöne Scheine ist laut Pratchett eine Mischung zwischen Fiktion und Non-Fiktion, wobei das Fiktionale die Scheibenwelt betrifft, während das Nichtfiktionale alle Bereiche die Bankwesen, Kapitalismus und jedwede Vereinbarung das Geld betreffend, beherrscht.

## Handlung
Dem amtierenden Postminister Feucht von Lipwig ist in seiner, inzwischen viel zu gut funktionierenden, Institution langweilig. Routine ist nicht sein Ding, als Fassadenkletterer bricht er deshalb heimlich nachts in sein eigenes Büro ein, erwirbt einen illegalen Totschläger und schließt sich zu guter Letzt dem Club der Extremnieser an.
Der Patrizier Havelock Vetinari weiß um diesen Zustand, und, da er gerade wieder ein akutes Personalproblem zu lösen hat, bietet er Feucht den Posten des Direktors des Königlichen Münzamtes an, der traditionell mit dem des Geschäftsführers der Königlichen Bank von Ankh-Morpork verbunden ist. Er schildert ihm alle Aufregungen und Widrigkeiten die mit dem neuen Job verbunden sind bis ins Detail und Feucht lehnt ab. Vetinari zeigt ihm die Bank und stellt ihn der uralten, ebenso klugen wie schrulligen Tüppi Üppig, der aktuellen Frau Direktor, vor und Feucht lehnt erneut ab. Er sieht sich als fast verheirateten Mann, der an seine Zukunft sprich seine Familie denken muss. Das lässt sich der Patrizier dann sogar schriftlich geben.
Nichtsahnend geht Herr Lipwig anderntags seinen Routinetätigkeiten nach, als, unter Polizeischutz und zusätzlich begleitet von Herrn Schräg, dem teuersten Anwalt der Stadt, ein kleiner Hund bei ihm abgeliefert wird. Bei diesem Hund handelt es sich um „Herrn Quengler“, den letzten Trost der frisch verstorbenen Tüppi Üppig. Testamentarisch hat sie dem hündischen Inhaber von bereits 1 % der Bankaktien weitere 50 % hinterlassen, so dass Herr Quengler nun de jure der Bankdirektor ist. Damit gut für ihn gesorgt werde, hat sie Herrn Quengler wiederum in die Obhut von Feucht von Lipwig verfügt, gegen 20.000 Dollar Kostgeld im Jahr inklusive der Drohung, dass, sollte der Hund eines unnatürlichen Todes sterben, 100.000 Dollar bei der Assasinengilde für Lipwigs Inhumierung hinterlegt sind. Womit der ehemalige Postminister, gegen seinen erklärten Willen, nun de facto Bankdirektor und Meister der königlichen Münze ist.
Konflikte bleiben da nicht aus. Zum einen ist ihm der unsägliche Üppig-Clan auf den Fersen, angeführt von den monströsen Zwillingen Cosmo und Pucci. Auch wenn sie sich gegenseitig hassen wie die Pest, wenn es ums Geld geht, halten sie zusammen. Der überkorrekte, humorfreie Hauptkassierer Mavolio Beuge, das rechnerische Herz der Bank, opponiert ebenfalls gegen die neue Führung. Zu guter Letzt, taucht noch Krippling auf, ein schlechter alter Bekannter aus Feuchts krimineller Vergangenheit, und versucht ihn zu erpressen.
Letztlich sind das aber nur Nebenkriegsschauplätze. Das wirkliche Problem ist die Bank selbst, in die niemand mehr einzahlt, weil niemand mehr Vertrauen hat. Das ist die Lage an der Hintertür, an der Vordertür rüttelt der Patrizier mit seinem Großprojekt Ankh-Morpork goes Underground und verlangt unüberhörbar nach innovativen Finanzierungsmodellen. Feucht wird klar, dass er aus dem drögen Bankgeschäft eine Show machen muss und beginnt damit, indem er seinem goldenen Anzug, den er als Postminister trägt, einen goldenen Zylinder hinzufügt, wie er einem Meister der Münze zusteht. Optisch ist seine Erscheinung damit kaum zu toppen. Zur Erhöhung der Liquidität hat er zwei Ideen. Er senkt die Mindesteinlagen beim Privatkundengeschäft, so dass jedermann bereits mit 5 Dollar ein zinsbringendes Konto eröffnen kann. Bedeutsamer aber ist die Erfindung des Papiergeldes. Der Erfolg seiner Briefmarken lässt Feucht vermuten, dass er damit durchkommen wird, wenn es gelingt beim Papiergeld gediegenes Aussehen und Fälschungssicherheit zu verbinden. Der einzige Mann der das garantieren könnte ist Eulrich Janken, jenes Genie, das zuvor Lipwigs Briefmarken so perfekt gefälscht hatte, dass die Originale dagegen wie Fälschungen wirkten. Dummerweise sitzt er derzeit, wegen dieses Vergehens, in der Todeszelle, was Herrn Lipwig dazu nötigt eine diskrete, gewaltfreie Gefangenenbefreiung zu inszenieren.
Während der Bankdirektor die Bankenwelt neu ordnet, sind seine Gegner ebenso wenig untätig, wie seine Freunde. Cosmo Üppig zieht den Hauptkassierer Mavolio Beuge auf seine Seite, indem er damit droht dessen dunkelstes Geheimnis ans Licht der Öffentlichkeit zu zerren. Der Erpresser Krippling ist inzwischen ebenfalls von Cosmo in Dienst gestellt worden und langsam zieht sich die Schlinge um Feucht von Lipwigs Hals zusammen. Nun kehrt auch Feuchts Verlobte, Adora Belle Liebherz, genannt „Spike“, in die Stadt zurück. Im Auftrag der Golem-Stiftung hat sie eine größere Ausgrabung organisiert, die nun erfolgreich abgeschlossen ist. Allerdings weiß sie nicht genau, worin der Erfolg besteht, wohl aber, dass es um ähmianische Golems geht, die in einem modallogischen Zusammenhang mit Gold stehen.
Der Stress in dieser angespannten Situation führt dazu, dass der unfehlbare Mavolio Beuge den ersten Rechenfehler seines Lebens macht und darüber einen Nervenzusammenbruch erleidet. Er schließt sich im begehbaren Tresor ein und droht dort zu ersticken. Feucht, Spike und Gladys, die Golemsekretärin des Bankdirektors, brechen den Safe auf und retten ihn in letzter Sekunde. Eine Aktion, die zwingend die Wache auf den Plan ruft, die zwar irgendwann versteht, was vorgeht und wer was getan hat, nicht aber weshalb sich im Tresor keine 10 Tonnen Gold befinden. Einer, der das auch gerne wüsste, ist Feucht von Lipwig, der zu Beginn seiner Amtszeit offenbar schriftlich bestätigt hat, dass sich das Gold dort befinde, wo es sich jetzt nicht mehr befindet, allerdings ohne das zu überprüfen. Mitten in den Klärungsprozess dieser relevanten Frage, Ankh-Morporks Bürger sind kurz davor die Bank zu stürmen, treffen die Resultate von Adora Belle Liebherz Grabungsexpedition ein. Viertausend Golems, flankiert von 19 Golempferden marschieren in Viererreihen auf den Hier-gibt-es-Alles-Platz und fangen an die Stadt zu bewachen. Der Stadt stockt der Atem, bis sie hektisch anfängt darüber zu debattieren, was man mit diesen Golems alles anfangen könnte. Die Vorschläge reichen von der Errichtung eines neuen Imperiums bis zum Einsatz als Arbeitssklaven für darbende städtische Wirtschaftszweige. Alle diese Überlegungen kranken an einem grundsätzlichen Mangel. Niemand kann diesen Golems Befehle erteilen; - bis auf Feucht von Lipwig in seinem goldenen Anzug. Vielleicht erinnert Feucht sie in diesem Aufzug an einen ähmianischen Priester. Jedenfalls fordert er die Golems auf, die Stadt zu verlassen und sich etwas außerhalb selbst einzugraben. Die Golempferde allerdings hält er zurück. Er ist noch Postminister genug, um zu wissen, dass mit einem halben Dutzend dieser Rösser, der Postdienst in völlig neue Dimension vorstoßen könnte.
Die ganze Aufregung lenkt zwar das Volk und die Obrigkeit kurzfristig ab, nichtsdestotrotz muss sich Feucht am nächsten Tag vor dem Richter wegen des fehlenden Goldes verantworten. Als erstes gesteht er, dass seine Vergangenheit eine eher kriminelle gewesen ist, womit er Cosmo bzw. Krippling eines wesentlichen Druckmittels beraubt. Während sich die Unruhe über diese Offenbarung langsam legt, hat Mavolio Beuge seinen Auftritt, oder vielleicht sollte man besser Marco Bognigno sagen. So lautet nämlich der Geburtsname des Hauptkassierers und es ist der Name einer berühmten Clowns-Familie. Entsprechend sein Daherkommen; - mit roter Nase, weißer Schminke, gezielt Sahnetorten schleudernd und mit einer Leiter Leute abwehrend, setzt er sich grandios in Szene. Dem Patrizier gelingt es, kurz den alten Herrn Beuge hervorzulocken, der ihm einige Dutzend privat geführter Kassenbücher zur Königlichen Bank überreicht. Anschließend überlässt er Herrn Beuge der Obhut der Clownsgilde.
Die neuen Unterlagen beweisen eindeutig, verantwortlich für das Verschwinden des Goldes ist die Familie Üppig. Das ist der Zeitpunkt an dem Cosmo völlig ausrastet und öffentlich demonstriert, dass er sehr krank ist. Schon seit geraumer Zeit lebt er die Obsession, genau wie der Patrizier sein zu wollen und ihn irgendwann abzulösen. Das führte dazu, dass er nicht nur einige Meilen in dessen viel zu kleinen Stiefeln zu gehen versuchte, sondern auch Vetinaris viel zu schmalen Siegelring gekauft und seit dem getragen zu haben. Was geschieht wohl, wenn ein zu kleiner Ring wochenlang unter einem Handschuh getragen wird? Nun, wir sind froh, das hier weder riechen noch sehen zu müssen. Zum Glück besteht der Ring aus Stygium, einer Legierung, die sich im Licht extrem stark erhitzt. Als Feucht von Lipwig die Bescherung sieht, die sich unter Cosmos Handschuh verbirgt, zerrt er ihn hinaus ins helle Sonnenlicht. Die nahezu perfekte Amputation, die der belichtete Ring nun vornimmt, rettete Cosmo wahrscheinlich das Leben. Er erwacht, physisch deutlich gesünder, in der Lord Vetinari Station der städtischen Irrenanstalt, wo er sich bald heimisch fühlt. Schließlich ist er der einzig wahre Patrizier unter all den offensichtlich geistesgestörten Betrügern.

## Sonstiges
Neu übersetzt von Bernhard Kempen; auch als (gekürztes) Hörbuch, Sprecher Boris Aljinovic, ISBN 3-86604-691-X.

## Deutsche Ausgabe
- München, 2007. ISBN 3-442-54631-1.